# 京田邊警官殺害事件
京田邊警官殺害事件指的是2007年9月18日發生於日本京都府京田邊市的一宗弒父案，一名16歲少女殺害了在京都府警察南警察署擔任警官的父親。

## 經過
2007年9月18日凌晨4點左右，少女將睡在自宅2樓寢室的父親用手斧（刃寬11cm、柄約30cm）砍殺，造成父親失血過多死亡。4時40分，少女的母親撥打緊急救助電話119通報消防隊，說「父親砍掉自己的頭顱自殺了」。消防隊與京都府警察田邊警察署警員趕到，確認2樓寢室中的父親已死亡。在1樓廚房有一隻手斧，而因為站在一旁的少女衣服上沾有血跡，當警察詢問時少女便承認其犯罪行为，以殺人罪嫌疑犯被緊急逮捕。
少女在案發5日前在自宅附近的五金行買了手斧，並伺機犯案。根據京都府警察的調查，其動機為「從數年前就對父親拈花惹草的女性關係抱持不滿，想讓他上斷頭台」。
10月5日，京都地方检察厅將少女違反常理的行為移送京都家庭裁判所審理，收到應該從重量刑的意見。
10月18日，在第一回審判上，京都家庭裁判所決定鑑定少女的心理狀態。
2008年1月23日，審判長宣佈此犯罪行为的殘忍與計畫性，必須對少女長期施以矯正教育以圖其更生，判決送往中等少年院實施保護處分。

## 影響
受到此事件的影響，許多該檔期的電視動畫如《School Days》、《暮蟬悲鳴時》等皆紛紛因為電視台的自律行為而暫停播映、或提高收視分級。一名4chan用户在网站的/a/版写了一句「Nice boat」（好船）嘲笑神奈川電視台以風景節目代替了原先准备播出的School Days最终回，使得「Nice boat」在之后成为日本爆紅流行語。

## 相关项目
- 青少年犯罪
- 福島會津若松弒母事件
- 尊属殺重罰規定違憲判決

## 外部連結
- （日語）http://blog-imgs-11.fc2.com/j/i/k/jikkyonews/071014_houdouinpei01.html （页面存档备份，存于）